# Keve József
Keve József (Pest?, 1831 körül – Pest, 1873. október 18.) jogi doktor, a pesti lovaregylet titkára és a földhitelintézet tisztviselője.

## Élete
Közel két évtizedig lakott Pesten; a legjobb társaságokban forgott és a fiatal magyar sportemberek többséghez személyes barátság kötötte. Együtt járta be Angliát Rosti Pállal; együtt tette meg az utat Széchenyi Ödön gróffal a Rajnáról le a Dunára és Pestre; számos évig tagja volt a budapesti hajósegyletnek és az 1872-ben regatta starter-tisztségével őt tisztelték meg. Szeretett festeni s rajzolni, amihez sok képessége volt. 42 éves korában hunyt el Pesten gümőkór következtében.
Cikkei a Vasárnapi Ujságban (1863. Kéjutazás a Dunán), a Vadász- és Versenylapban (1869. A vadkan, 1870. A pesti lovaregylet, Élemények a Dunán, 1871. Baden-badeni emlékek, Három napom Berzenczén sat.)

## Munkái
- Gyepkönyv. XLII-XLVI. évf. Pest, 1868-72.
- 1871. évi jelentés a pesti lovaregylet munkálkodásairól. 45. év. Uo. 1871.
- Verseny-Naptár... a pesti lovar-egylet (Jockey-club) megbízásából 1870. és 1871-re. Uo. két kötet

Szerkesztette a Vadász- és Versenylapot 1869-től haláláig.